# Số lượng tử spin
Số lượng tử spin tham số hóa bản chất nội tại của mô men xung lượng của mọi hạt cơ bản. Trong cơ học lượng tử mômen xung lượng của hạt cơ bản được mô tả chính xác hơn bằng khái niệm spin, có nhiều tính chất hơi khác với mômen xung lượng trong cơ học cổ điển.

## Định nghĩa
Số lượng tử spin định nghĩa bởi công thức:
|S| = {\displaystyle {\sqrt {s\,(s+1)}}\,\hbar }
ở đó
S là vectơ spin
|S| là độ lớn của vectơ spin
{\displaystyle \hbar } là hằng số Planck
s là số lượng tử spin, ứng với spin mô men xung lượng.
Cho một hướng bất kỳ z (thường được xác định bởi từ trường mở rộng) ảnh của spin- z là 
{\displaystyle s_{z}=m_{s}\,\hbar }
ở đó ms là số lượng tử spin thứ 2, có biên độ từ −s đến +s. Có tổng cộng 2s+1 giá trị ms khác nhau.